# Joanne Kelly

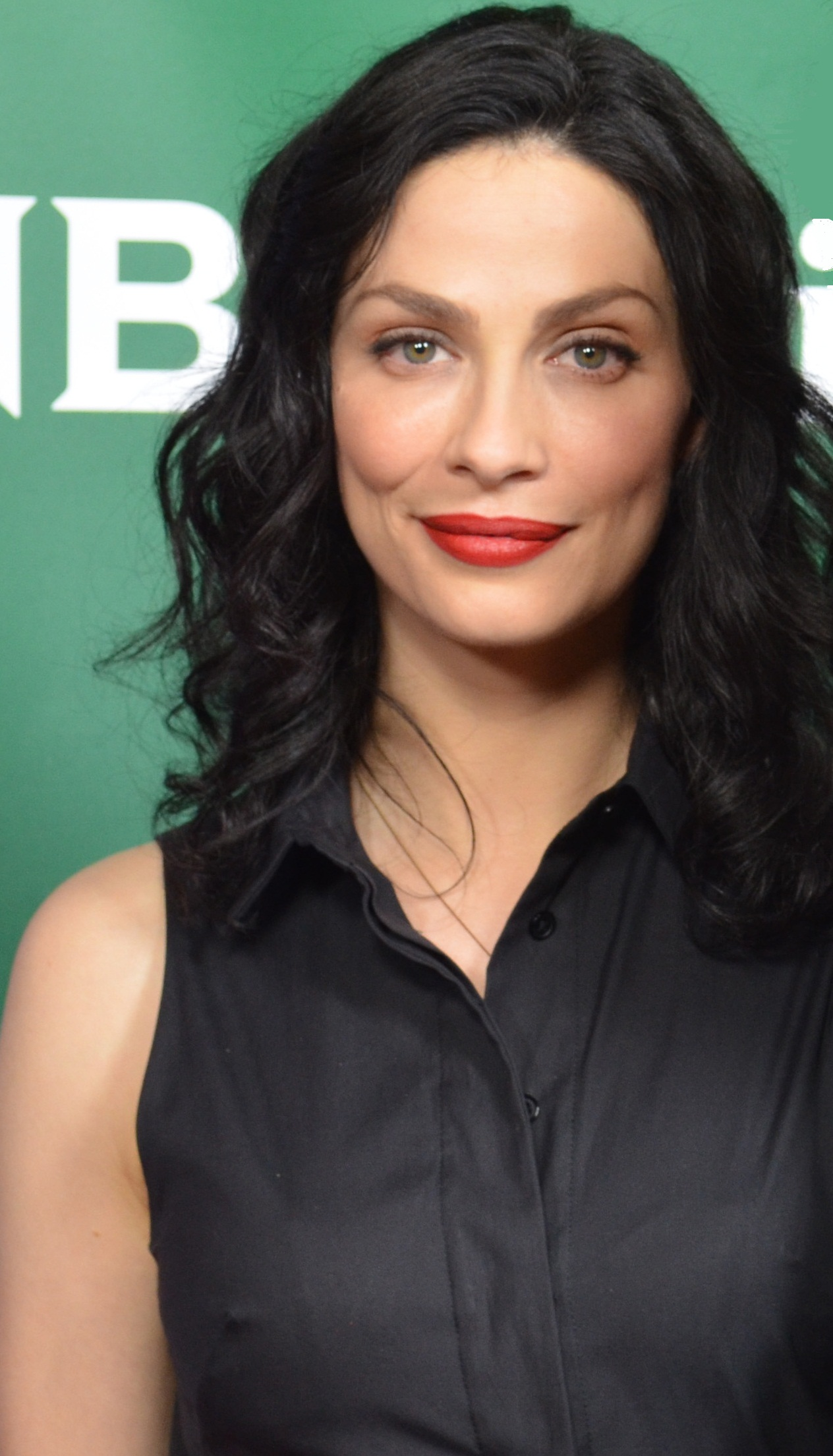
Joanne Kelly (2014)

Joanne M. Kelly (* 1978 in Bay d’Espoir, Neufundland und Labrador, Kanada) ist eine kanadische Schauspielerin, unter anderem bekannt durch ihre Hauptrolle in der Science-Fiction-Serie Warehouse 13.

## Leben und Karriere
Sie wuchs auf einer Farm in Neufundland auf. Im Alter von 17 Jahren verließ sie ihre Heimat, um an der Acadia University in Wolfville, Nova Scotia zu studieren. Kellys Schauspielkarriere begann 2002 mit Gastauftritten in mehreren Fernsehserien sowie einer größeren Rolle in der Romanverfilmung The Bay of Love and Sorrows. 2003 spielte sie unter anderem eine Nebenrolle in der zweiten Staffel der Serie Jeremiah – Krieger des Donners als Liberty „Libby“ Kaufman. Es folgten weitere Film- und Serienauftritte, darunter Hauptrollen in den Komödien Road Party (2004) und Play House (2006) sowie in der kurzlebigen Serie Vanished (2006). Zwischen 2008 und 2009 spielte Kelly jeweils die weibliche Hauptrolle im zweiteiligen Fernsehdrama Diamonds sowie in der dreiteiligen Abenteuerfilmreihe Jack Hunter. Von 2009 bis 2014 war die Schauspielerin in der Science-Fiction-Serie Warehouse 13 als Agentin Myka Bering zu sehen.
Für ihre Rollen in Playing House und Diamonds war Kelly jeweils für den Gemini Award als Beste Hauptdarstellerin („Best Performance by an Actress in a Leading Role in a Dramatic Program or Mini-Series“) nominiert.

## Filmografie (Auswahl)
- 2002: Mentors (Fernsehserie, Gastauftritt)
- 2002: Tracker (Fernsehserie, 2 Folgen)
- 2002: Mutant X (Fernsehserie, Gastauftritt)
- 2002: The Bay of Love and Sorrows
- 2003: Mafia Doctor (Fernsehfilm)
- 2003: Crime Spree – Ein gefährlicher Auftrag (Crime Spree)
- 2003: Jeremiah – Krieger des Donners (Jeremiah, Fernsehserie, 8 Folgen)
- 2004: Road Party (Going the Distance)
- 2005: Selling Innocence (Fernsehfilm)
- 2005: Whiskey Echo (Fernsehfilm)
- 2005: Slings and Arrows (Fernsehserie, 5 Folgen)
- 2006: Playing House (Fernsehfilm)
- 2006: Heyday! (Fernsehfilm)
- 2006: Solar Attack – Der Himmel brennt (Solaris Attack, Fernsehfilm)
- 2006: Vanished (Fernsehserie, 13 Folgen)
- 2007: The Dresden Files (Fernsehserie, 2 Folgen)
- 2008: Supernatural (Fernsehserie, Gastauftritt)
- 2008: Remembering Phil
- 2008–2009: Diamonds (Fernsehzweiteiler)
- 2008–2009: Jack Hunter (dreiteilige Fernsehfilmreihe)
- 2009: Castle (Fernsehserie, Gastauftritt)
- 2009–2014: Warehouse 13 (Fernsehserie, 64 Folgen)
- 2010: CSI: Miami (Fernsehserie, Gastauftritt, Folge Happy Birthday)
- 2010: Republic of Doyle – Einsatz für zwei (Republic of Doyle, Fernsehserie, Gastauftritt)
- 2013: Hostages (Fernsehserie, 7 Folgen)
- 2013: Extraction
- 2014: Runoff
- 2014: Don’t Blink
- 2015: Closet Monster
- 2015: The Returned (Fernsehserie, Gastauftritt)
- 2015: Vox
- 2016: Away from Everywhere
- 2016: Zoo (Fernsehserie, 7 Folgen)
- 2017: The Disappearance (Fernsehserie, 6 Folgen)
- 2018: Eine zweite Meinung (Second Opinion, Fernsehfilm)
- 2018: Atlanta Medical (The Resident, Fernsehserie, Gastauftritt)
- 2019–2021: Godfather of Harlem (Fernsehserie, 4 Folgen)
- 2022: Severance (Fernsehserie, Gastauftritt)
- 2022: City on a Hill (Fernsehserie, 8 Folgen)
- 2023: Hudson & Rex (Fernsehserie, Gastauftritt)
- 2024: Canvas
- 2025: S.W.A.T. (Fernsehserie, Gastauftritt)
- 2025:  Chicago Med (Fernsehserie, Gastauftritt)